# 13229 Echion
13229 Echion este o planetă minoră (asteroid), cu un diametru de 27,554 km, din Asteroid troian al lui Jupiter. A fost descoperită pe 2 noiembrie 1997 la Observatorul Kleť de Jana Tichá⁠(d) și a fost numită după Echion⁠(d). 
Obiectul prezintă o orbită caracterizată de o semiaxă mare de 5,2508741 UAi, o excentricitate de 0,076, o înclinație de 3,84004 ° în raport cu ecliptica.